# SN 2011hj
SN 2011hj – supernowa typu II-P odkryta 26 października 2011 roku w galaktyce PGC2692384. W momencie odkrycia miała maksymalną jasność 17,90m.